# فلاش باك (لعبة فيديو 1992)
فلاش باك (بالإنجليزية: Flashback)‏ ، ويعرف في الإصدار الأمريكي فلاش باك : السعي من أجل الهوية (Flashback: The Quest for Identity) وهي لعبة فيديو إلكترونية من نوع منصات وأكشن ومغامرات، أنتجت سنة 1992, تطوير لعبة من قبل دالفين سوفتوير إنترناشيونال من فرنسا و نشرتها يو إس غولد في أوروبا والولايات المتحدة و سن سوفت في اليابان .

## طريقة لعب
كلعبة منصة للعبة فلاش باك مشابهة لتلك لعبة برنس أوف برشيا (لعبة فيديو 1989) و لعبة أنوثور ورلد من النفس المطور لعبة دالفين سوفتوير إنترناشيونال، وتلعب بشخصية اسمه كونراد يحمل مسدس مع ذخيرة غير محدودة ويستخدم جهاز انتقال المادة عن بعد .

## وصلات خارجية
- فلاش باك على موقع IMDb (الإنجليزية)
- Flashback: The Quest for Identity على موبي غيمز